# 타라크 디아브
타라크 디아브(아랍어: طارق ذياب, 1954년 1월 15일 ~ )는 튀니지의 전 축구 선수이다. 디아브는 1978년 FIFA 월드컵과 1988년 하계 올림픽에서 튀니지 축구 국가대표팀으로 참가하였다. 특히 1978년 아르헨티나 월드컵 멕시코와의 조별 예선에서 아프리카 최초로 월드컵 첫 승을 하는 경기를 뛰었다. 또한 디아브는 현재까지 튀니지에서 유일하게 아프리카 올해의 축구 선수를 수상한 선수이다. 디아브는 사우디아라비아의 알아흘리에서 뛴 2년간을 제외하고는 모두 에스페랑스 스포르티브 드 튀니스에서만 뛰었다.